# 시파루나과
시파루나과(siparuna科, 학명: Siparunaceae 시파루나케아이[*])는 녹나무목의 과이다. 방향성 목본식물 2속 50여 종이 아프리카와 아메리카에 분포한다.

## 하위 분류
- Glossocalyx Benth.
- Siparuna Aubl.

## 계통 분류
2016년 APG IV 분류 체계에서는 시파루나과를 목련군 녹나무목 아래에 분류하며, 이는 2009년 APG III 분류 체계, 2003년 APG II 분류 체계 및 1998년 APG 분류 체계의 분류와 동일하다.